# Van Tassell and Kearney Horse Auction Mart
El Van Tassell and Kearney Horse Auction Mart  es un edificio histórico ubicado en Nueva York, Nueva York. El Van Tassell and Kearney Horse Auction Mart se encuentra inscrito  en el Registro Nacional de Lugares Históricos desde el 29 de noviembre de 2007.  

## Ubicación
El Van Tassell and Kearney Horse Auction Mart se encuentra dentro del condado de Nueva York en las coordenadas 40°43′58″N 73°59′21″O / 40.732778, -73.989167.